# Грін (округ, Індіана)
Шаблон:StateAbbr_ 39°02′ пн. ш. 86°58′ зх. д. / 39.04° пн. ш. 86.97° зх. д.
Округ  Грін (англ. Greene County) — округ (графство) у штаті  Індіана, США. Ідентифікатор округу 18055.

## Історія
Округ утворений 1821 року.

## Демографія
За даними перепису 
2000 року 
загальне населення округу становило 33157 осіб, зокрема міського населення було 11747, а сільського — 21410.
Серед мешканців округу чоловіків було 16305, а жінок — 16852. В окрузі було 13372 домогосподарства, 9366 родин, які мешкали в 15053 будинках.
Середній розмір родини становив 2,92.
Віковий розподіл населення поданий у таблиці:
| Стать    | До 15 років | 15-21 | 22-29 | 30-39 | 40-49 | 50-65 | 65-85 | Понад 85 |
| -------- | ----------- | ----- | ----- | ----- | ----- | ----- | ----- | -------- |
| Чоловіки | 3480        | 1565  | 1532  | 2427  | 2474  | 2803  | 1847  | 177      |
| Жінки    | 3273        | 1396  | 1489  | 2400  | 2485  | 2773  | 2580  | 456      |

## Суміжні округи
- Клей — північ
- Оуен — північ
- Монро — схід
- Лоуренс — південний схід
- Мартін — південь
- Дейвісс — південь
- Нокс — південний захід
- Салліван — захід

## Виноски
1. ↑  US Decennial Census. US Census Bureau. Архів оригіналу за 2 серпня 2018. Процитовано 10 липня 2014.
2. ↑  Historical Census Browser. University of Virginia Library. Архів оригіналу за 11 серпня 2012. Процитовано 10 липня 2014.
3. ↑  Population of Counties by Decennial Census: 1900 to 1990. US Census Bureau. Архів оригіналу за 4 жовтня 2014. Процитовано 10 липня 2014.
4. ↑  Census 2000 PHC-T-4. Ranking Tables for Counties: 1990 and 2000 (PDF). US Census Bureau. Архів оригіналу (PDF) за 18 грудня 2014. Процитовано 10 липня 2014.
5. ↑  Greene County QuickFacts. US Census Bureau. Архів оригіналу за 11 липня 2011. Процитовано 17 вересня 2011.(англ.) Наведено за англійською вікіпедією.
6. ↑  American FactFinder. Бюро перепису населення США. Архів оригіналу за 26 лютого 2012. Процитовано 31 січня 2008.

| США | Це незавершена стаття з географії США. Ви можете допомогти проєкту, виправивши або дописавши її. |